# 연실법
연실법(鉛室法, lead chamber process)은 황산을 대량제조하는 공정이다. 1746년 잉글랜드 버밍엄에서 존 로벅이 개발했다. 
종래에는 황산 제조를 위해 유리 용기를 반응실로 사용해야 했는데, 연실법에서는 아무 용기나 그 안벽을 납으로 도포해서 반응실로 쓰면 되기에 비용이 훨씬 절감되었다. 이후 2세기동안 표준적인 황산 제조법으로 자리잡았고, 1946년에 이르러서도 황산 생산량의 25%가 연실법으로 생산되었다.

## 화학식
유황을 태우거나 황철광을 구우면 이산화황, 소위 아황산이 발생한다.
{\displaystyle \mathrm {S_{8}+8O_{2}\longrightarrow 8SO_{2}} }
{\displaystyle \mathrm {4FeS_{2}+11O_{2}\longrightarrow 2Fe_{2}O_{3}+8SO_{2}} }
초석이 황산에 녹아 분해되거나 니트로실황산이 가수분해되면 이산화질소가 생산된다.
{\displaystyle \mathrm {2NaNO_{3}+H_{2}SO_{4}\longrightarrow Na_{2}SO_{4}+H_{2}O+NO+NO_{2}+O_{2}} }
{\displaystyle \mathrm {2NOHSO_{4}+H_{2}O\longrightarrow 2H_{2}SO_{4}+NO+NO_{2}} }
반응실 안에선 아황산과 이산화질소가 반응용액에 용해된다. 이산화질소는 수화하여 아질산을 만들어내고, 동시에 아황산은 산화된다. 그러면 황산과 산화질소가 된다. 
{\displaystyle \mathrm {2NO_{2}+H_{2}O\longrightarrow HNO_{2}+HNO_{3}} }
{\displaystyle \mathrm {SO_{2}\ (aq)+HNO_{3}\longrightarrow NOHSO_{4}} }
{\displaystyle \mathrm {NOHSO_{4}+HNO_{2}\longrightarrow H_{2}SO_{4}+NO_{2}+NO} }
{\displaystyle \mathrm {SO_{2}\ (aq)+2HNO_{2}\longrightarrow H_{2}SO_{4}+2NO\uparrow } }
산화질소는 용액 밖으로 빠져나간 뒤 질소 분자에 의해 재산화되어 이산화질소가 된다. 처음과 최종만 쓰면 다음과 같이 되는 것이다.
{\displaystyle \mathrm {2NO+O_{2}\longrightarrow 2NO_{2}} }
제과정에서 산회질소는 반응용액에 흡수되었다가 방출되기를 반복한다. 즉슨 전체 과정에서 촉매의 구실을 하며, 전체 과정은 다음과 같이 된다. 아황산 분자 2개가 물 분자 2개, 산소 분자 1개와 반응하여 황산 분자 2개가 되는 것이다.
{\displaystyle \mathrm {2SO_{2}+2H_{2}O+O_{2}\longrightarrow 2H_{2}SO_{4}} }